# Sprawa Moranta
Sprawa Moranta (ang. Breaker Morant) – australijski film wojenny z 1980 roku w reżyserii Bruce’a Beresforda, zrealizowany na podstawie sztuki Kennetha G. Rossa. Zdjęcia kręcono w prowincji Australia Południowa (m.in. Burra, Góry Flindersa).

## Fabuła
Akcja filmu toczy się w Afryce Południowej w czasie II Wojny Burskiej na początku XX wieku (1901). Australijski kontyngent wojskowy pod wodzą porucznika Moranta, uczestniczy w wojnie przeciw Burom, stosując ich metody. Kiedy nadchodzi pokój, trzej oficerowie zostają oskarżeni o zabicie siedmiu jeńców burskich i misjonarza niemieckiego. Proces ten jest procesem pokazowym - ma udowodnić dobrą wolę walczących Anglików. W związku z tym prawa oskarżonych do obrony są znacznie ograniczane.

## Obsada
- Edward Woodward – Porucznik Harry 'Breaker' Morant
- Jack Thompson – Major J.F. Thomas
- John Waters – kapitan Alfred Taylor
- Bryan Brown – Porucznik Peter Handcock
- Charles „Bud” Tingwell – Podpułkownik Denny
- Terence Donovan – kapitan Simon Hunt
- Vincent Ball – pułkownik Ian 'Johnny' Hamilton
- Ray Meagher – Drummond
- Chris Haywood – kapral Sharp
- Russell Kiefel – Christiaan Botha
- Lewis Fitz-Gerald – porucznik George Ramsdale Witton

## Nagrody i nominacje
Oscary za rok 1980
- Najlepszy scenariusz adaptowany – Jonathan Hardy, David Stevens, Bruce Beresford (nominacja)

Złote Globy 1980
- Najlepszy film zagraniczny – Bruce Beresford (nominacja)